# IX Legislatura de la Junta General del Principado de Asturias
La IX Legislatura de la Junta General del Principado de Asturias, comenzó el 27 de abril de 2012 y finalizó el 16 de junio de 2015. Sus miembros fueron elegidos en las elecciones anticipadas del 24 de marzo de 2012. Su desarrollo fue paralelo al primer gobierno de Javier Fernández.

## Elección
Los diputados de la IX legislatura fueron elegidos en las elecciones autonómicas de 2012, en las que resultó ganador la Federación Socialista Asturiana, al lograr 17 escaños y superando FAC, ganador de las elecciones de 2011. El Partido Popular obtuvo 10 escaños e Izquierda Unida, 5. Además, UPyD logró representación por primera vez, haciéndose con un único escaño.

### Disputa sobre el voto emigrante.
Los resultados preliminares de la noche electoral daban la victoria al PSOE, pero la suma de Foro y PP daba la mayoría absoluta, lo que hacía prever un gobierno de la derecha. En cambio, el recuento final, con el voto emigrante agregado, quitaba un escaño a FAC en la circunscripción occidental y se lo asignaba al PSOE. Esto provocaba un "empate" entre los bloques de derecha (PP y Foro) e izquierda (PSOE y IU), dando la llave del gobierno al único diputado de UPyD.
Foro Asturias presentó una queja ante la Junta Electoral, que fue rechazada, y posteriormente la elevó al Tribunal Superior de Justicia, que le dio la razón y ordenó repetir el voto emigrante en la circunscripción occidental, dejando el último escaño sin asignar. Esta decisión fue recurrida por el PSOE e IU al Tribunal Constitucional, que dictaminó que el último escaño por asignar correspondía al PSOE y que no era necesario repetir el voto exterior.

## Sesión constitutiva y elección del Presidente de la Junta General
El nuevo parlamento se reunió por primera vez el 27 de abril de 2012, y después de dos rondas, Pedro Sanjurjo (PSOE) fue elegido Presidente de la Junta General.
| Presidente     | Presidente | Presidente | Presidente | Presidente |
| Candidato      | Candidato  | Candidato  | Votos      | Votos      |
| Candidato      | Candidato  | Candidato  | Rounda 1   | Rounda 2   |
| -------------- | ---------- | ---------- | ---------- | ---------- |
| Pedro Sanjurjo |            | PSOE       | 22         | 22         |
| En blanco      | En blanco  | En blanco  | 22         | 22         |
| Total          | Total      | Total      | 44         | 44         |

La sesión constitutiva tuvo lugar con tan sólo 44 diputados, debido a la disputa jurídica en torno al 45.º diputado.

## Elección del Presidente del Consejo de Gobierno

### Proceso de elección
La elección del presidente está regulada por la ley autonómica 6/1984, que sigue el llamado «modelo de pura elección». Se produce tras la constitución de la Junta General del Principado o con el cese del anterior presidente. Serán candidatos a Presidente todos aquellos diputados que hayan sido propuestos por un mínimo de cinco de ellos. En consecuencia, puede haber más de un candidato.
Todos los candidatos expondrán su programa de gobierno en la misma sesión y, tras ella, se celebrará la primera votación, conjunta para todos ellos. Si algún candidato obtuviera mayoría absoluta en esta votación, resultaría elegido. En caso contrario, se realizaría una nueva votación, transcurridas 48 horas, con únicamente los dos candidatos más votados. En este caso, resultaría elegido el candidato con mayor número de votos (mayoría simple). En caso de empate, se repetiría la votación cada 48 horas como mínimo. En todos los casos, los diputados votan públicamente y por llamamiento, contestando con el nombre de un candidato o con la expresión «me abstengo». Si pasados dos meses desde la constitución de la Junta General, no ha sido elegido ningún candidato, ésta quedará disuelta procediéndose a convocar nuevas elecciones.

### Negociaciones para la investidura
El resultado de las elecciones dejaba a la suma de la derecha (PP y FAC) y de la izquierda (PSOE e IU) igualada a 22 escaños. Por lo tanto la posición del diputado de UPyD, Ignacio Prendes, sería la que decidiría el resultado.
Pocos días después de las elecciones, PP y PSOE, rechazaron formar un gobierno de concentración, propuesta de UPyD, confirmando que no se iba a dar un entendimiento entre bloques.

#### Candidaturas
Inicialmente se planteaba que serían tres los candidatos en la sesión de investidura: Francisco Álvarez-Cascos (Foro), Mercedes Fernández (PP) y Javier Fernández (PSOE), pero según fueron avanzando las negociaciones, PP y Foro alcanzaron un principio de acuerdo por el cual sólo uno de ellos se presentaría contra Javier Fernández.
Finalmente, y conocido el acuerdo entre la FSA y UPyD que permitía a Javier Fernández alcanzar la mayoría absoluta, ni Cascos ni Fernández se presentarían a la investidura.

#### Negociaciones en el bloque de la izquierda.
La FSA e Izquierda Unida llegaron con facilidad a un acuerdo, alcanzando el 12 de abril un principio de acuerdo que permitiría a Javier Fernández (PSOE) sumar los apoyos de IU en la sesión de investidura. A pesar de ello las negociaciones continuaron con la intención de conformar un acuerdo de investidura, e incluso de coalición.
Este acuerdo no llegaría hasta el 24 de mayo, tras la sesión de investidura, cuando anunciaron la formación de un gobierno de coalición con dos consejerías para Izquierda Unida. El acuerdo nunca llegó a ponerse en marcha tras rechazarlo los militantes de IU en una consulta interna.

#### Negociaciones en el bloque de la derecha.
El distanciamiento entre Foro y PP era mucho mayor que entre PSOE e IU, ya que cabe recordar que precisamente la falta de entendimiento entre estas dos formaciones llevó al adelanto electoral.
Inicialmente las posiciones eran tan distantes que se llegó a plantear la presentación de dos candidaturas, una de Foro y otra del PP. Si bien el avance de las negociaciones llevó a lo que se llamó un acuerdo "abierto", de tal forma de que ambos grupos apoyarían a un único candidato, aunque no se decidía a cuál.
Finalmente, el Partido Popular aceptó apoyar a Cascos si este conseguía el apoyo de UPyD.

#### Negociaciones con UPyD
El apoyo de UPyD fue, desde un principio, el más buscado. Su voto sería el que finalmente determinaría quién sería el próximo presidente de Asturias. 
Foro Asturias ofreció a UPyD que su diputado, Ignacio Prendes, entrará en el gobierno, a lo que este se negó, sin descartar un pacto de legislatura. Por otro lado, la negociación entre UPYD y la FSA estaban más avanzadas y el único escollo era la reforma de la ley electoral asturiana, con la intención de reducir el número de circunscripciones, de 3 a 1.
Las negociaciones se precipitaron cuando el gobierno de España amenazó con intervenir las cuentas asturianas debido a la situación de interinidad del ejecutivo regional. Estas presiones tenían la intención de forzar al acuerdo entre el PP, FAC y UPyD, pero acabaron teniendo el efecto contrario, llegando a un acuerdo la FSA y UPyD. El acuerdo incluía el compromiso de reforma electoral, aunque supeditado a un apoyo mayoritario en la Junta.
De esta manera Javier Fernández sumaba 23 votos, lo que le garantizaba su elección, al sumar mayoría absoluta.

### Sesión de investidura
La sesión de investidura tuvo lugar el 23 de mayo de 2012, en la que Javier Fernández, de la FSA, obtuvo 23 votos, los de su grupo parlamentario, Izquierda Unida y UPyD. Al haber obtenido mayoría absoluta, resultó elegido presidente del Principado de Asturias, siendo el octavo presidente desde la aprobación del Estatuto de Autonomía.
| Fecha                                                 | Voto                    |    |    |    |   |   | Total |
| ----------------------------------------------------- | ----------------------- | -- | -- | -- | - | - | ----- |
| 23 de mayo de 2012 Mayoría requerida:Absoluta (23/45) | Javier Fernández (PSOE) | 17 |    |    | 5 | 1 | 23/45 |
| 23 de mayo de 2012 Mayoría requerida:Absoluta (23/45) | Abstención              |    | 12 | 10 |   |   | 22/45 |

## Crisis de Gobierno de 2013-2014

### Reforma de la ley electoral
El acuerdo de legislatura entre UPyD y el PSOE incluía la reforma de la ley electoral, con el objetivo de hacerla más proporcional y restar influencia a las circunscripciones oriental y occidental, al encontrarse estas sobrerepresentadas. A raíz del acuerdo se creó una comisión dedicada a tratar ese asunto, cuyas conclusiones permitieron elaborar una propuesta de reforma que satisfacía tanto a UPyD como a IU - que también quería reformarla -. El PSOE, que también apoyaba la reforma, no quería llevarla a cabo al no contar con el apoyo mayoritario en la cámara y requería que PP o FORO apoyaran también la reforma. Estos dos partidos se oponían al considerar, el PP, que no solucionaba el problema de la representatividad mientras que Foro pedía más circunscripciones.
Esta nueva ley electoral crearía una nueva circunscripción electoral, que agruparía a la totalidad de la provincia y serviría para compensar los resultados de las otras tres circunscripciones electorales ya vigentes. Además se añadía la posibilidad de ordenar a los candidatos dentro de una misma lista electoral.

### Ruptura con UPyD e IU
En el momento de la votación sobre la ley electoral, el PSOE finalmente voto junto al PP y Foro, oponiéndose a la reforma. Esto provocó la ruptura del acuerdo con UPyD, lo que dejaba al Gobierno en minoría. A esto había de sumarse el alejamiento de Izquierda Unida, que históricamente había reivindicado esa reforma y que hasta ese momento sustentaba al gobierno socialista.
De esta manera, Fernández se quedaba en minoría en la Junta General del Principado y todo indicaba que no podría aprobar los presupuestos para 2014, lo que acercaba a Asturias a unas terceras elecciones en menos de 3 años.

### Salida de la crisis y pactos con el PP
Finalmente el gobierno se vio obligado a prorrogar los presupuestos de 2014, pero fue capaz de aprobar los presupuestos de 2015 y de terminar la legislatura al llegar a una serie de acuerdos con el Partido Popular, fuertemente criticados por la oposición, que eran referidos de forma despectiva como una continuación de los hipotéticos "pactos del duernu" (duernu, en asturiano, es el lugar donde se reúnen los cerdos para comer) o "pactos de la Zoreda" (nombre del hotel donde teóricamente se reunieron Areces y De Lorenzo para repartirse el poder en la región) y es el término con el que generalmente se hace referencia en Asturias a los supuestos acuerdos históricos entre PSOE y PP.

## Senadores designados
El Senado de España está conformado por un total de 265 senadores, de los cuales tan sólo 208 son elegidos por sufragio directo en las elecciones generales. Los 57 restantes son designados por los parlamentos autonómicos. Asturias cuenta con 4 senadores de elección directa y 2 de designación autonómica, que son nombrados por la Junta General del Principado de Asturias para servir el periodo de duración de la legislatura autonómica.
Por norma general, los senadores designados se corresponden a una distribución proporcional teniendo en cuenta el número de escaños de cada grupo parlamentario, sin embargo, los pactos entre partidos pueden implicar que los senadores correspondan a grupos parlamentarios más minoritarios.
La Mesa de la Junta General es la que asigna a cada grupo el número de senadores que le corresponde aplicando el método D'Hôndt al número de escaños. Sin embargo, los grupos pueden proponer a cualquier candidato, sin que necesariamente este forme parte del mismo. Finalmente, los candidatos son sometidos a votación en el Pleno de la Junta General, aunque realmente se trata de un mero trámite, ya que no se puede votar en contra de ninguno de los candidatos, tan sólo a favor o en blanco.
A continuación se muestran los senadores designados para el periodo 2012-2015.
| Nombre | Nombre                           | GP Junta General | GP Junta General | GP Senado | GP Senado | Votos a favor |
| ------ | -------------------------------- | ---------------- | ---------------- | --------- | --------- | ------------- |
|        | Jesús Enrique Iglesias Fernández |                  | Izquierda Unida  |           | Mixto     | 22/45         |
|        | Isidro Manuel Martínez Oblanca   |                  | Foro Asturias    |           | Mixto     | 12/45         |

## Diputados
| Diputados de la IX Legislatura de la Junta General del Principado de Asturias | Diputados de la IX Legislatura de la Junta General del Principado de Asturias | Diputados de la IX Legislatura de la Junta General del Principado de Asturias | Diputados de la IX Legislatura de la Junta General del Principado de Asturias | Diputados de la IX Legislatura de la Junta General del Principado de Asturias | Diputados de la IX Legislatura de la Junta General del Principado de Asturias | Diputados de la IX Legislatura de la Junta General del Principado de Asturias | Diputados de la IX Legislatura de la Junta General del Principado de Asturias | Diputados de la IX Legislatura de la Junta General del Principado de Asturias | Diputados de la IX Legislatura de la Junta General del Principado de Asturias | Diputados de la IX Legislatura de la Junta General del Principado de Asturias |
| Nombre                                                                        | Circunscripción                                                               | N.º                                                                           | Partido                                                                       | Partido                                                                       | Alianza                                                                       | Alianza                                                                       | Grupo                                                                         | Día que adquirió la condición de diputado                                     | Día que perdió la condición de diputado                                       | Notas                                                                         |
| ----------------------------------------------------------------------------- | ----------------------------------------------------------------------------- | ----------------------------------------------------------------------------- | ----------------------------------------------------------------------------- | ----------------------------------------------------------------------------- | ----------------------------------------------------------------------------- | ----------------------------------------------------------------------------- | ----------------------------------------------------------------------------- | ----------------------------------------------------------------------------- | ----------------------------------------------------------------------------- | ----------------------------------------------------------------------------- |
| María Pilar Alonso                                                            | Central                                                                       | 5                                                                             |                                                                               | FSA                                                                           |                                                                               | PSOE                                                                          | Socialista                                                                    | 27 de abril de 2012                                                           | 16 de junio de 2015                                                           |                                                                               |
| María Teresa Alonso                                                           | Central                                                                       | 8                                                                             |                                                                               | FAC                                                                           |                                                                               | FAC                                                                           | Foro Asturias                                                                 | 27 de abril de 2012                                                           | 16 de junio de 2015                                                           |                                                                               |
| Luis Manuel Álvarez                                                           | Central                                                                       | 7                                                                             |                                                                               | IU/IX                                                                         |                                                                               | IU/IX                                                                         | Izquierda Unida                                                               | 19 de junio de 2014                                                           | 16 de junio de 2015                                                           | Sustituye a Ángel González                                                    |
| María Jesús Álvarez                                                           | Occidental                                                                    | 1                                                                             |                                                                               | FSA                                                                           |                                                                               | PSOE                                                                          | Socialista                                                                    | 27 de abril de 2012                                                           | 16 de junio de 2015                                                           |                                                                               |
| Francisco Álvarez-Cascos                                                      | Central                                                                       | 1                                                                             |                                                                               | FAC                                                                           |                                                                               | FAC                                                                           | Foro Asturias                                                                 | 27 de abril de 2012                                                           | 16 de junio de 2015                                                           |                                                                               |
| Juan Ramón Campo                                                              | Occidental                                                                    | 1                                                                             |                                                                               | FAC                                                                           |                                                                               | FAC                                                                           | Foro Asturias                                                                 | 27 de abril de 2012                                                           | 16 de junio de 2015                                                           |                                                                               |
| María Dolores Carcedo                                                         | Central                                                                       | 3                                                                             |                                                                               | FSA                                                                           |                                                                               | PSOE                                                                          | Socialista                                                                    | 27 de abril de 2012                                                           | 16 de junio de 2015                                                           |                                                                               |
| Cristina Coto                                                                 | Central                                                                       | 1                                                                             |                                                                               | FAC                                                                           |                                                                               | FAC                                                                           | Foro Asturias                                                                 | 27 de abril de 2012                                                           | 16 de junio de 2015                                                           |                                                                               |
| José Agustín Cuervas-Mons                                                     | Central                                                                       | 4                                                                             |                                                                               | PPA                                                                           |                                                                               | PP                                                                            | Popular                                                                       | 27 de abril de 2012                                                           | 16 de junio de 2015                                                           | Segundo vicepresidente                                                        |
| Victoria Delgado                                                              | Central                                                                       | 6                                                                             |                                                                               | PPA                                                                           |                                                                               | PP                                                                            | Popular                                                                       | 27 de abril de 2012                                                           | 16 de junio de 2015                                                           |                                                                               |
| Nuria Devesa                                                                  | Central                                                                       | 7                                                                             |                                                                               | FSA                                                                           |                                                                               | PSOE                                                                          | Socialista                                                                    | 27 de abril de 2012                                                           | 16 de junio de 2015                                                           |                                                                               |
| José Manuel Felgueres                                                         | Oriental                                                                      | 1                                                                             |                                                                               | PPA                                                                           |                                                                               | PP                                                                            | Popular                                                                       | 27 de abril de 2012                                                           | 16 de junio de 2015                                                           |                                                                               |
| Carmen Fernández                                                              | Central                                                                       | 10                                                                            |                                                                               | FAC                                                                           |                                                                               | FAC                                                                           | Foro Asturias                                                                 | 12 de julio de 2012                                                           | 16 de junio de 2015                                                           | Sustituye a Isidro Martínez Oblanca                                           |
| Javier Fernández                                                              | Central                                                                       | 1                                                                             |                                                                               | FSA                                                                           |                                                                               | PSOE                                                                          | Socialista                                                                    | 27 de abril de 2012                                                           | 16 de junio de 2015                                                           |                                                                               |
| Mercedes Fernández                                                            | Central                                                                       | 1                                                                             |                                                                               | PPA                                                                           |                                                                               | PP                                                                            | Popular                                                                       | 27 de abril de 2012                                                           | 16 de junio de 2015                                                           |                                                                               |
| Judit Flórez                                                                  | Central                                                                       | 12                                                                            |                                                                               | FSA                                                                           |                                                                               | PSOE                                                                          | Socialista                                                                    | 27 de abril de 2012                                                           | 16 de junio de 2015                                                           |                                                                               |
| María del Mar García Poo                                                      | Oriental                                                                      | 3                                                                             |                                                                               | FAC                                                                           |                                                                               | FAC                                                                           | Foro Asturias                                                                 | 20 de diciembre de 2012                                                       | 16 de junio de 2015                                                           | Sustituye a Carmen Sela                                                       |
| Ángel González                                                                | Central                                                                       | 5                                                                             |                                                                               | IU/IX                                                                         |                                                                               | IU/IX                                                                         | Izquierda Unida                                                               | 27 de abril de 2012                                                           | 19 de junio de 2014                                                           | Sustituido por Luis Manuel Álvarez                                            |
| Francisco González                                                            | Occidental                                                                    | 3                                                                             |                                                                               | FSA                                                                           |                                                                               | PSOE                                                                          | Socialista                                                                    | 27 de abril de 2012                                                           | 16 de mayo de 2013                                                            | Sustituido por Elsa Pérez                                                     |
| Fernando Goñi                                                                 | Central                                                                       | 2                                                                             |                                                                               | PPA                                                                           |                                                                               | PP                                                                            | Popular                                                                       | 27 de abril de 2012                                                           | 16 de junio de 2015                                                           |                                                                               |
| Jesús Gutiérrez                                                               | Central                                                                       | 6                                                                             |                                                                               | FSA                                                                           |                                                                               | PSOE                                                                          | Socialista                                                                    | 27 de abril de 2012                                                           | 16 de junio de 2015                                                           |                                                                               |
| Vicente Herranz                                                               | Central                                                                       | 10                                                                            |                                                                               | FSA                                                                           |                                                                               | PSOE                                                                          | Socialista                                                                    | 27 de abril de 2012                                                           | 16 de junio de 2015                                                           |                                                                               |
| Marina Huerta                                                                 | Oriental                                                                      | 1                                                                             |                                                                               | FAC                                                                           |                                                                               | FAC                                                                           | Foro Asturias                                                                 | 27 de abril de 2012                                                           | 16 de junio de 2015                                                           |                                                                               |
| Jesús Iglesias                                                                | Central                                                                       | 1                                                                             |                                                                               | IU/IX                                                                         |                                                                               | IU/IX                                                                         | Izquierda Unida                                                               | 27 de abril de 2012                                                           | 5 de julio de 2012                                                            | Sustituido por Marta Pulgar                                                   |
| Esther Landa                                                                  | Central                                                                       | 2                                                                             |                                                                               | FAC                                                                           |                                                                               | FAC                                                                           | Foro Asturias                                                                 | 27 de abril de 2012                                                           | 16 de junio de 2015                                                           |                                                                               |
| Adriana Lastra                                                                | Oriental                                                                      | 1                                                                             |                                                                               | FSA                                                                           |                                                                               | PSOE                                                                          | Socialista                                                                    | 27 de abril de 2012                                                           | 16 de junio de 2015                                                           |                                                                               |
| Fernando Lastra                                                               | Central                                                                       | 2                                                                             |                                                                               | FSA                                                                           |                                                                               | PSOE                                                                          | Socialista                                                                    | 27 de abril de 2012                                                           | 16 de junio de 2015                                                           |                                                                               |
| Albano Longo                                                                  | Central                                                                       | 5                                                                             |                                                                               | FAC                                                                           |                                                                               | FAC                                                                           | Foro Asturias                                                                 | 27 de abril de 2012                                                           | 16 de junio de 2015                                                           |                                                                               |
| Alfonso López                                                                 | Occidental                                                                    | 1                                                                             |                                                                               | PPA                                                                           |                                                                               | PP                                                                            | Popular                                                                       | 27 de abril de 2012                                                           | 16 de junio de 2015                                                           |                                                                               |
| Susana López Ares                                                             | Central                                                                       | 8                                                                             |                                                                               | PPA                                                                           |                                                                               | PP                                                                            | Popular                                                                       | 27 de abril de 2012                                                           | 16 de junio de 2015                                                           |                                                                               |
| Marcelino Marcos                                                              | Occidental                                                                    | 2                                                                             |                                                                               | FSA                                                                           |                                                                               | PSOE                                                                          | Socialista                                                                    | 27 de abril de 2012                                                           | 16 de junio de 2015                                                           |                                                                               |
| Aurelio Martín                                                                | Central                                                                       | 3                                                                             |                                                                               | IU/IX                                                                         |                                                                               | IU/IX                                                                         | Izquierda Unida                                                               | 27 de abril de 2012                                                           | 16 de junio de 2015                                                           | Segundo secretario hasta 26 de junio de 2014                                  |
| Noemí Martín                                                                  | Central                                                                       | 2                                                                             |                                                                               | IU/IX                                                                         |                                                                               | IU/IX                                                                         | Izquierda Unida                                                               | 27 de abril de 2012                                                           | 16 de junio de 2015                                                           |                                                                               |
| José Antonio Martínez                                                         | Central                                                                       | 7                                                                             |                                                                               | FAC                                                                           |                                                                               | FAC                                                                           | Foro Asturias                                                                 | 27 de abril de 2012                                                           | 16 de junio de 2015                                                           |                                                                               |
| Isidro Martínez Oblanca                                                       | Central                                                                       | 4                                                                             |                                                                               | FAC                                                                           |                                                                               | FAC                                                                           | Foro Asturias                                                                 | 27 de abril de 2012                                                           | 12 de julio de 2012                                                           | Sustituido por Carmen Fernández                                               |
| Manuel Peña                                                                   | Central                                                                       | 9                                                                             |                                                                               | FAC                                                                           |                                                                               | FAC                                                                           | Foro Asturias                                                                 | 27 de abril de 2012                                                           | 16 de junio de 2015                                                           |                                                                               |
| Elsa Pérez                                                                    | Occidental                                                                    | 4                                                                             |                                                                               | FSA                                                                           |                                                                               | PSOE                                                                          | Socialista                                                                    | 16 de mayo de 2013                                                            | 16 de junio de 2015                                                           | Sustotuye a Francisco González                                                |
| José María Pérez                                                              | Central                                                                       | 4                                                                             |                                                                               | FSA                                                                           |                                                                               | PSOE                                                                          | Socialista                                                                    | 27 de abril de 2012                                                           | 16 de junio de 2015                                                           |                                                                               |
| Marina Pineda                                                                 | Central                                                                       | 9                                                                             |                                                                               | FSA                                                                           |                                                                               | PSOE                                                                          | Socialista                                                                    | 27 de abril de 2012                                                           | 16 de junio de 2015                                                           |                                                                               |
| Ignacio Prendes                                                               | Central                                                                       | 1                                                                             |                                                                               | UPyD                                                                          |                                                                               | UPyD                                                                          | Mixto                                                                         | 27 de abril de 2012                                                           | 16 de junio de 2015                                                           | Primer secretario                                                             |
| Marta Pulgar                                                                  | Central                                                                       | 6                                                                             |                                                                               | IU/IX                                                                         |                                                                               | IU/IX                                                                         | Izquierda Unida                                                               | 16 de julio de 2012                                                           | 16 de junio de 2015                                                           | Sustituye a Jesús Iglesias                                                    |
| Emma Ramos                                                                    | Central                                                                       | 3                                                                             |                                                                               | PPA                                                                           |                                                                               | PP                                                                            | Popular                                                                       | 27 de abril de 2012                                                           | 16 de junio de 2015                                                           |                                                                               |
| Pelayo Roces                                                                  | Central                                                                       | 3                                                                             |                                                                               | FAC                                                                           |                                                                               | FAC                                                                           | Foro Asturias                                                                 | 27 de abril de 2012                                                           | 16 de junio de 2015                                                           |                                                                               |
| Matías Rodríguez                                                              | Occidental                                                                    | 2                                                                             |                                                                               | PPA                                                                           |                                                                               | PP                                                                            | Popular                                                                       | 27 de abril de 2012                                                           | 16 de junio de 2015                                                           |                                                                               |
| Pedro Sanjurjo                                                                | Central                                                                       | 11                                                                            |                                                                               | FSA                                                                           |                                                                               | PSOE                                                                          | Socialista                                                                    | 27 de abril de 2012                                                           | 16 de junio de 2015                                                           | Presidente de la Junta General                                                |
| Carmen Sela                                                                   | Central                                                                       | 8                                                                             |                                                                               | FAC                                                                           |                                                                               | FAC                                                                           | Foro Asturias                                                                 | 27 de abril de 2012                                                           | 20 de diciembre de 2012                                                       | Sustiyuido por María del Mar García Poo                                       |
| Marcelino Torre                                                               | Central                                                                       | 8                                                                             |                                                                               | FSA                                                                           |                                                                               | PSOE                                                                          | Socialista                                                                    | 27 de abril de 2012                                                           | 16 de junio de 2015                                                           |                                                                               |
| Emilia Vázquez                                                                | Central                                                                       | 4                                                                             |                                                                               | IU/IX                                                                         |                                                                               | IU/IX                                                                         | Izquierda Unida                                                               | 27 de abril de 2012                                                           | 16 de junio de 2015                                                           | Segundo secretario desde 26 de junio de 2014                                  |
| Alejandro Vega                                                                | Oriental                                                                      | 2                                                                             |                                                                               | FSA                                                                           |                                                                               | PSOE                                                                          | Socialista                                                                    | 27 de abril de 2012                                                           | 16 de junio de 2015                                                           |                                                                               |
| Luis Venta                                                                    | Central                                                                       | 7                                                                             |                                                                               | PPA                                                                           |                                                                               | PP                                                                            | Popular                                                                       | 27 de abril de 2012                                                           | 16 de junio de 2015                                                           |                                                                               |